# Planta externa
Planta externa es toda la infraestructura exterior o medios enterrados, tendidos o dispuestos a la intemperie por medio de los cuales una empresa de telecomunicaciones o energía ofrece sus servicios al cliente que lo requiere.

## Planta Externa de Telefonía
En materia de telecomunicaciones, la Planta externa es el conjunto de medios que enlazan la central telefónica con los clientes. Está constituida fundamentalmente por el bucle local o bucle de abonado y sus elementos asociados: cables, cajas de empalme, bobinas, tendidos, conductos y otras infraestructura adicional. Parte de esta infraestructura o red está compuesta por: tendidos, postes, armarios, cámaras y canalizaciones subterráneas, equipos y productos que permiten conectar y enlazar la red hasta llegar al punto donde es necesario.

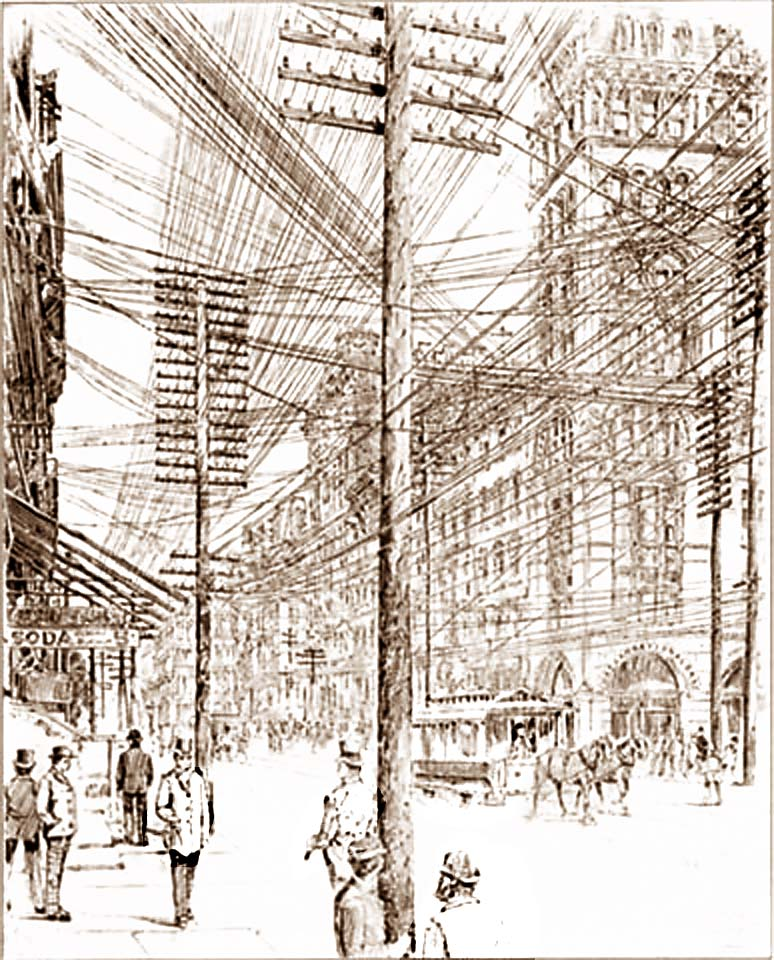
Tendidos de cable en Nueva York 1890.

La Planta Externa incluye todo lo que se encuentra incluido entre el Repartidor Principal (MDF: main distribution frame) de la central telefónica y la casa del cliente. Además, la Planta externa constituye un área de las telecomunicaciones que comprende el estudio, administración, gestión y control de todo el tendido de redes externas comprendido entre la central telefónica pública o privada y la caja terminal del cliente. Incluye las extensiones interiores del abonado.
En otras palabras, planta externa es todo lo que se ve en las calles esquinas y avenidas, el conjunto de postes, cables y demás conexiones que se puedan observar externamente y que de una forma u otra llegan a ingresar a edificios o casas para prestar servicios. 
El concepto se define en contraposición a planta interna, que contempla los medios internos a la central de una compañía: equipos de conmutación, multiplexación, etc.

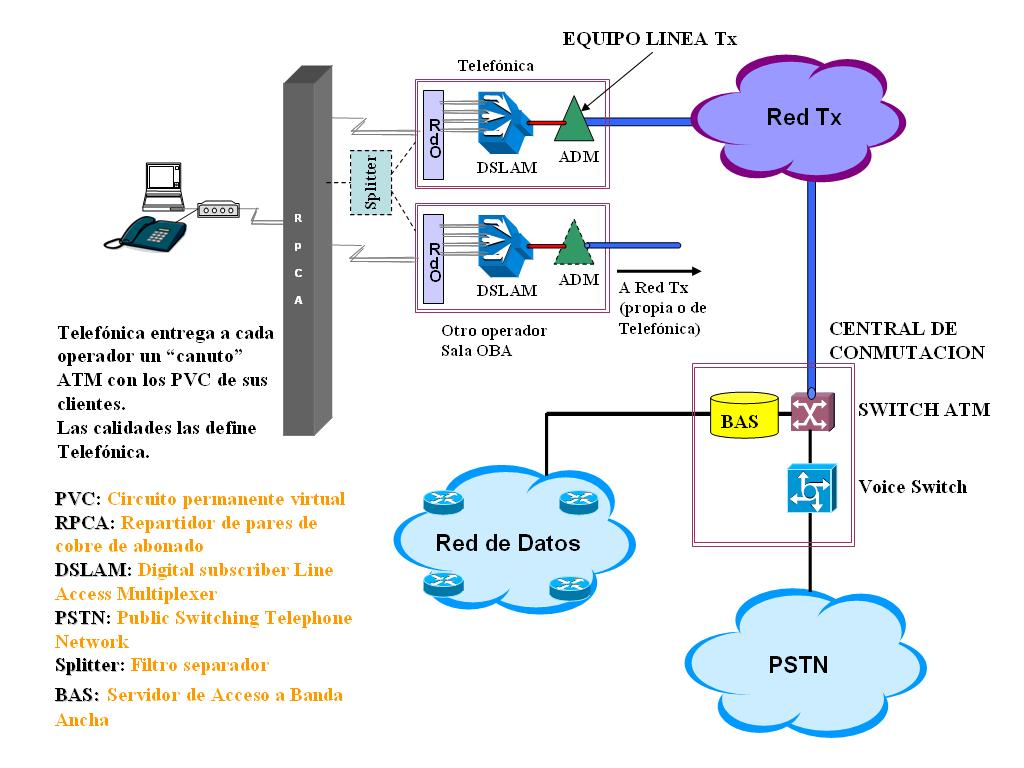
Esquema del bucle local. La Planta externa se localiza entre el Repartidor de la Central (RPCA) y el domicilio del abonado....

## Tramos de la Red de Telefonía
Los hilos del abonado telefónico no se dirigen directamente desde el hogar hasta la central. Existen varios tramos de comunicaciones constituidos por hilos y cables (pares trenzados básicamente), a menudo agrupados, que se conectan de manera encadenada a distintos equipos. 
Si se siguen los hilos del bucle del abonado teléfono desde el hogar hasta la central, se distinguen varios tramos tendidos y enterrados.

### Elementos básicos en el domicilio del cliente
- Red Interior de abonado o Línea Interior

La red interior del abonado es la parte de la línea de abonado que une el punto de terminación de red (PTR) con el conector del teléfono o roseta universal. Se trata de un par de hilos interiores constituidos por dos conductores de cobre dispuestos paralelamente con cubierta. 
- Punto de Terminación de red PTR

El punto de terminación de red (PTR) es el punto de conexión entre las líneas de red telefónica y el punto de acceso del usuario. El PTR es el elemento físico que marca la frontera entre la línea de la compañía telefónica y la red interior del abonado (propiedad del cliente). 
Estos puntos no forman parte de la planta externa, ya que están dentro del domicilio del cliente.

En telefonía, la planta externa consta generalmente de los elementos siguientes: 
- Línea de Acometida

Las líneas de acometida de los clientes son los cables que se instalan en el tramo de red comprendido entre las cajas terminales (generalmente en fachada) y el punto de terminación de red (PTR) situado en el interior del domicilio.
La instalación de las líneas de acometida está condicionada al lugar en que se vaya a instalar, a los materiales que se van a emplear y a las normas de instalación. Pueden ser instaladas en fachadas, en líneas de postes o en canalizaciones subterráneas. 
Finalmente, se realiza una conexión de la línea de acometida con las cajas terminales de la compañía de telefonía.
- Caja terminal

La conexión de la línea de acometida se realizará siempre en una caja terminal exterior o interior.
Las cajas terminales exteriores están situadas sobre fachadas (se pueden ver en numerosas fachadas) o postes, poseen una capacidad de conexión una o varias decenas de pares. En la caja terminal hay una numeración que indica información del grupo de central, los pares que se pueden conectar en dicho grupo y el número de caja. Existen en ocasiones cajas terminales interiores que se instalan dentro de los edificios con una capacidad de una o varias decenas de pares cada una.
- Uno o más pares de cobre trenzados que conectan la caja terminal con el armario de intemperie o armario de distribución.
- El armario de intemperie que contiene un repartidor interno.
- El armario de intemperie se conecta con el repartidor principal de la central mediante uno o más cables de par trenzado de cobre o mediante fibra óptica.
- Cables que se instalan entre el repartidor principal de la central y el repartidor del armario de distribución o armario de intemperie.

En ocasiones, cuando los abonados no están cerca de la central se disponen equipos activos (líneas de telefonía básica o DSL) que conectan directamente las líneas de los abonados con la central de forma digital.

## Central telefónica
Las centrales telefónicas se ubican en edificios destinados a albergar los equipos de transmisión y de conmutación que hacen posible la comunicación entre los diferentes abonados. Allí también se localizan los equipos de fuerza de energía y el repartidor general o MDF “Main distribution frame”. 
Los equipos son llamados también nodos telefónicos. Se encuentran jerarquizados. De los nodos de acceso, más próximos a los abonados, se derivan centrales de jerarquía más alta, que facilitan la interconexión con otros operadores de telefonía pública básica conmutada o de otros servicios de telecomunicación.

### Repartidor o Distribuidor General
El repartidor principal (MDF “Main distribution frame”) es el nexo de unión entre planta interna y planta externa en la central telefónica.
El repartidor se ubica en una sala localizada en el edificio de la central, por lo general en la primera planta. Sobre el repartidor se ubica la sala de equipos y debajo del mismo se encuentra el sótano de cables. El repartidor principal contiene en su interior uno o más bastidores ubicados longitudinalmente. En cada bastidor se encuentra un panel para hilos verticales y otro para hilos horizontales. Los hilos horizontales están identificados y conectados a equipos de la central. Los hilos verticales están asociados a pares de la “red primaria" procedente de los abonados.
Cuando se va a efectuar una instalación se realiza un pase o interconexión física en una posición de las regletas. Se conecta un par vías de la red primaria (es decir verticales) y equipos de la central (horizontales).

## Red Primaria
Es toda la red que sale de DG. Dependiendo del destino se tiene R.A “red armario” o R.D “red directa”. La red primaria está conformada por una serie de cables de gran denominación que salen de las centrales típicamente se utilizan cables de 1.200, 1.500, 1.800, y 2.400 pares telefónicos. Los cuales no necesariamente alimentan exclusivamente a un armario, sino que en virtud de su ruta, alimenta de red primaria a varios de ellos.
Los cables también se identifican con un número. Para el caso específico de la empresa ETB de Bogotá, Colombia; los dos primeros dígitos indican el nombre de la central de la cual salen. Siempre se ha de anteponer la letra C mayúscula para diferenciar la identificación entre distritos y cables Ej. C.2402 es el cable número 2 de la central ETB de Bachué.
Siguiendo con el caso de ETB, la red primaria recibe el nombre también de listones y su identificación es numérica ascendente. Cada listón contiene cincuenta 50 pares telefónico. A manera de ejemplo un armario de 1.400 pares en su plena capacidad tendrá entonces 600 pares en primaria, es decir hasta 12 listones con 50 pares cada uno.Hoy en día, con el avance tecnológico, se han desarrollado listones compactos desde 200 pares o más, un bloque o liston compacto es del mismo tamaño que un listos de 50 o 100 pares, haciendo más compacta la Caja de Distribución y los MDF´s. estas regletas son denominadas Categoría 5e, con gran capacidad de protección para servicios DSL por la red de cobre.

## Armarios y/o Distritos
Es el elemento que provee de red, hasta este elemento llega la red que viene de la central o de un concentrador remoto y desde este se dispersa la red a su área de influencia. Por regla general, la red con la cual se alimenta un armario ha de llegar canalizada mientras que la red que de allí sale “secundaria” puede hacerlo vía aérea o subterránea. 
Los distritos telefónicos son cada una de las subdivisiones geográficas de una central. En el caso de ETB, se identifican por un número de tres, cuatro, o cinco dígitos, correspondiendo los dos primeros dígitos a la identificación de la respectiva central a la cual pertenecen Ej. : El distrito 25010, es décimo distrito de la central 25 que corresponde a Autopista, el 429 distrito 29 de la central 4 que es Chapinero.
Su área de influencia también es atípica, se encuentran distritos con tan solo una manzana o con sectores que albergan más de 10 manzanas.

## Red Secundaria
Es toda la red que sale del armario. Es la red mediante la cual se da alcance a un sector determinado. Su topología es en árbol o en estrella. La red secundaria nace en el armario y se identifica con letras y un número. 
Por ejemplo, para ETB; la caja A1 contienen 10 pares telefónicos a cada letra le corresponde hasta él número cinco. Un armario de 1.400 pares contiene las letras A “de la 1 a la 5 Ej. A1, A2, A3, A4, A5” B, C, D, E, F, G, H, I, J, K, L, M, N, P, y Q. En total 16 grupos de 50 pares cada uno para un total de 800 pares de red secundaria en su máxima capacidad. Para el armario de 2000 pares agregan las letras S, T, U, W, Y, Z.
Otros operadores de telefonía local, como Telefónica en Bogotá, utilizan solo red secundaria, esta se desprende de su concentrador remoto respectivo en la zona.

## Strips
Allí se realiza la interconexión entre la red del operador y la red interna. Son gabinetes ubicados en los predios que se atienden con más de 10 líneas telefónicas. Allí se alojan regletas o mini bloques en los cuales se realiza el pase en interconexión al momento de efectuar una instalación. 